# Миљијарина (Модена)
Миљијарина (итал. Migliarina) је насеље у Италији у округу Модена, региону Емилија-Ромања.
Према процени из 2011. у насељу је живело 1229 становника. Насеље се налази на надморској висини од 23 м.